# 家族対抗オリンピッククイズ
『家族対抗オリンピッククイズ』（かぞくたいこうオリンピッククイズ）は、1979年8月6日から同年11月12日までテレビ朝日系列局で放送されていたテレビ朝日製作のクイズ番組である。モスクワオリンピックの協賛で放送。全15回。放送時間は毎週月曜 19:00 - 19:30 （日本標準時）。

## 概要
毎回3人1組の一般家族チーム×3組が「オリンピック・リレー・クイズ」と「オリンピック・ボーナス・クイズ」に挑戦していた視聴者参加型番組。ゲストには毎回スポーツ選手（主にオリンピック出場者）を招いていた。優勝チームにはモスクワへのオリンピック観覧旅行をプレゼントしていた。
一応「視聴者参加番組」だったが、9月17日放送分からは芸能人も参加した。

## 出演者

### 司会
- 長門裕之

### ゲスト
- 織田幹雄（*1。第9回アムステルダム大会三段跳び金メダリストにして日本初の金メダリスト）
- 坂井義則（*1。第18回東京大会聖火最終ランナー）
- 前畑秀子（*3。第11回ベルリン大会水泳金メダリスト）
- 西田修平（*4。第11回ベルリン大会棒高跳び銀メダリスト）
- 中村昌枝（*6。旧姓：河西）
- 松平康隆（*10）

ほか

### 芸能人解答者
- 初代林家三平（*7）
- 東八郎（*7）
- マッハ文朱（*8）
- 井上望（*8）
- あき竹城（*11）
- 秋ひとみ（*14)

ほか

### ナレーター
- 中江真司

## サブタイトル
| 回 | 放送日 （1979年） | サブタイトル                   |
| -- | ----------------- | ------------------------------ |
| 1  | 8月6日            | 今も燃える東京五輪の聖火と対面 |
| 2  | 8月13日           | 長門裕之あわや、ギックリ腰!?   |
| 3  | 8月20日           | やった！モスクワ行き           |
| 4  | 8月27日           | 初公開！半銀半銅メダル         |
| 5  | 9月3日            | ウルトラCの連続、ソ連女子体操  |
| 6  | 9月10日           | 感動の再会!!東洋の魔女         |
| 7  | 9月17日           | スター対抗                     |
| 8  | 9月24日           | マッハ優勝のご大奮闘           |
| 9  | 10月1日           | 異色の顔合わせ スター対抗第3弾 |
| 10 | 10月8日           | 初公開！トドの連続飛び         |
| 11 | 10月15日          | あき竹城、アーチェリーで大騒ぎ |
| 12 | 10月22日          | 聖火、通信衛星で大西洋上を飛ぶ |
| 13 | 10月29日          | 銀板の妖精、札幌に愛を運ぶ     |
| 14 | 11月5日           | ナイスシュートで大騒ぎ         |
| 15 | 11月12日          | 初公開！マラソンの秘話と歴史   |

（『朝日新聞 縮刷版』朝日新聞社、1979年8月6日 - 同年11月12日。ラジオ・テレビ欄）

## 参考資料
- 毎日新聞縮刷版[どれ?]